# 馬爾冰山麓
64°33′S 63°40′W / 64.550°S 63.667°W
馬爾冰山麓（德語：Marr-Piedmont-Gletscher）是南極洲的冰山麓，位於帕默群島的昂韋爾島西北部，由德國探險隊發現，以英國海洋生物學家命名，現時由南極條約體系管理。